# 大頭鮨麗魚
大頭鮨麗魚，為輻鰭魚綱鱸形目隆頭魚亞目慈鯛科的其中一種，其种加词“macrocephalus”意为“大头的”。分布於非洲奧塔萬戈河、庫內內河及三比西河上游流域，體長可達35公分，棲息在水流緩慢的潟湖、氾濫區，以昆蟲、小魚等為食，繁殖期在春季及初夏，可作為食用魚及遊釣魚。